# Жлобин
Жло́бин (бел. Жло́бін) — город в Гомельской области Беларуси. Административный центр Жлобинского района. Третий по численности населения город в Гомельской области после Гомеля и Мозыря (по состоянию на 1 января 2025 года численность населения Жлобина составляет 76 304 человек).

## География
Жлобин расположен в Гомельском Полесье, в 93 км от Гомеля, 215 км от Минска. Есть пристань на реке Днепр. Крупный железнодорожный узел (направления на Минск, Могилёв, Гомель, Калинковичи), ограничен с севера автомагистралью М5.

## Название
Вопрос о происхождении названия «Жлобин» имеет несколько версий — от отвергнутых до легендарных, топонимических и лингвистических.

### Хлепень
Долгое время в литературе утверждалось, что старое название Жлобина — «Хлепень», якобы упомянутое в 1492 году в связи с конфликтом между Великим княжеством Литовским и Московским княжеством. Однако современные исследования показали, что речь шла о другом населённом пункте — деревне Хлепень в современной Смоленской области России. Отождествление Хлепеня и Жлобина признано ошибочным.

### Патронимическая и народно-легендарная
Согласно народной легенде, название Жлобин происходит от имени легендарного основателя Злобина — воина, который якобы спас людей от дракона. Поселение было названо в его честь, а со временем имя трансформировалось в «Жлобин». Версия подкрепляется местными преданиями и типичной практикой наименования поселений по имени первого поселенца.

### Легенда о драконе
Другая легенда гласит, что в болотах возле современного Жлобина жил двенадцатиголовый дракон, который требовал дани людьми. Молодой богатырь Петрок победил чудовище, но погиб в бою. На месте его захоронения поставили крест, а позднее был основан замок Злобин. Название якобы произошло от слова «злоба» или от предупреждающего крика плотогонов «Злоообин!» в опасном излучистом месте на реке Днепр.

### Топонимическая версия
Название может происходить от местных географических условий — возвышенностей над Днепром, которые оставались сухими во время паводков. В таком случае слова «злобак», «злобень» означали сухое место, возвышенность в заболоченной местности. Эту версию поддерживают ряд белорусских топонимистов, в том числе Ю. Татаринов.

### Балтийская версия
По мнению В. Жучкевича и литовского лингвиста Александраса Ванагаса, название может иметь балтийское происхождение. В литовском и старопрусском языках встречаются слова *globys*, *globe*, означающие «река», «озеро», «охватывать». Они происходят от общего индоевропейского корня *gleb(h)-* — «сжимать». Название «Жлобин» могло означать «извилистая река» или «место, окружённое водой».

### Другие версии
Рассматривается также возможность происхождения от финно-угорских или иранских корней, связанных со значениями «влажное место», «талая вода» или «река» (в коми, таджикском, персидском языках). В таком случае «Жлобин» мог означать «поселение на влажном месте».

## Геральдика
Герб и флаг утверждены решением Жлобинского городского исполнительного комитета от 28 декабря 2001 года № 962. Зарегистрированы в Гербовом матрикуле Республики Беларусь 28 января 2002 года № 80.
Официальный герб Жлобина — серебряная ладья с развёрнутым парусом на лазоревом поле испанского щита.
Изображение ладьи отсылает к значению Днепра как торгового и культурного пути, повлиявшего на формирование города. Ладья символизирует движение, путешествие и устремлённость в будущее.
Во время обсуждения герба рассматривались и другие варианты, включая грифона с мечом — геральдический знак рода Ходкевичей. Однако по итогам конкурса победил проект с ладьёй, получивший наибольшую поддержку.
Флаг Жлобина представляет собой лазоревое полотнище с отношением ширины к длине 1:2, в центре которого изображена белая ладья с развёрнутым парусом. Он был утверждён одновременно с гербом и также внесён в государственный матрикул.

## История

### Территория города в древности
Результаты археологических обследований показывают, что первые поселения людей на территории современного города возникли в первобытнообщинное время, задолго до основания Жлобина. На берегу Днепра в пределах города найдены остатки поселения периода бронзового века (II-е — начало I-го тысячелетия до н. э.). На территории городского парка культуры и отдыха «Приднепровский» обнаружены следы поселения периода железного века, существовавшего в конце I тысячелетия до н. э. — начале I тыс. н. э.

### Речь Посполитая
Во время русско-польской войны 1654—1667 годов казацкий гетман Иван Золотаренко, воевавший на стороне Русского государства, в своём письме от 15 июля 1654 года сообщил, что его войска сожгли «замок Злобин» (вместе с замками Речица, Стрешин, Рогачёв и Горваль). Более поздних письменных сведений об этом замке не имеется. Злобин упоминается как местечко и в ряде других документов, связанных с войной в 1654—1655 годов.
Согласно археологическим данным, Жлобинский замок существовал в XV—XVII веках у впадения ручья Чёрночка в р. Днепр, рядом с современным городским парком «Приднепровский» (сейчас на замчище размещены современное здание — спортивная школа, и спортплощадка). Рядом имеется и первоначальное место неукреплённой части поселения — средневековое селище. На нём расположен парк «Приднепровский». При археологических обследованиях найден материал XIV—XVIII веков. Таким образом, определено, что историческая часть Жлобина располагается в основном между Свято-Троицким собором, р. Днепр, прежним ручьём Чёрночка (теперь он в коллекторе, у прежнего устья сохранился небольшой залив от Днепра) и шляхом Рогачёв — Речица (сейчас ул. Маркса).

Герб Ходкевичей

С 1509 года Жлобин находился в составе Рогачёвского повета и входил во владения королевы Боны Сфорцы. С 1556 года — в составе казённого Рогачёвского имения. С 1563 года находился во владении полоцкого шляхтича.
В XV—XVI веках эта местность находилась во владениях Ходкевичей, в Речицком повете Минского воеводства Великого Княжества Литовского (которое 1 июля 1569 году объединилось с Польским Королевством в Речь Посполитую).
В публикациях встречается мнение о том, что первое письменное упоминание о Жлобине под названием Хлепень относится к 1492 году, но это ошибка. Вероятно, впервые она возникла в статье о городе в энциклопедическом словаре Брокгауза и Ефрона изданном в конце XIX века — в результате того, что с белорусским городом Рогачёвом (вблизи Жлобина) перепутали село, которое в XV веке находилось на границе Великого Княжества Литовского и Московского Великого княжества — Рогачёво (в современном Дмитровском районе Московской области), а недалеко от него есть деревня Хлепень (Сычёвский район Смоленской области) — к ней, очевидно, и относится упоминание за 1492 год. По заключению Института истории Национальной академии наук Беларуси, документов о том, что у Жлобина было название Хлепень, нет.
Злобин указан на картах 1772, 1776 и 1799 гг. В 1790 году король польский и великий князь литовский Станислав Август выдал привилей на еженедельные торги и 4 годовые ярмарки в Жлобине. Имелись пристань, паромная переправа, велось строительство речных судов. С 1792 года действовала Крестовоздвиженская церковь.

### В составе Российской империи

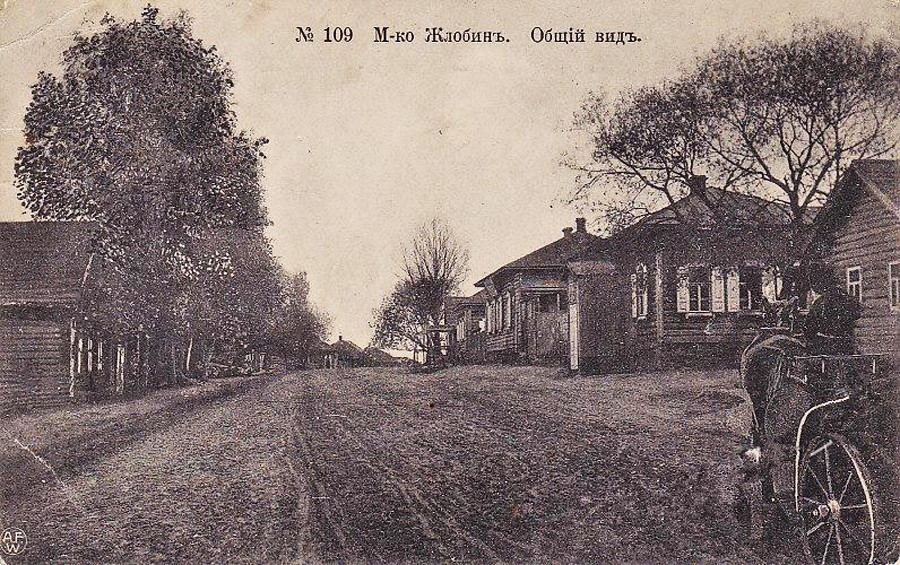
Местечко Жлобин, общий вид. 1915 год

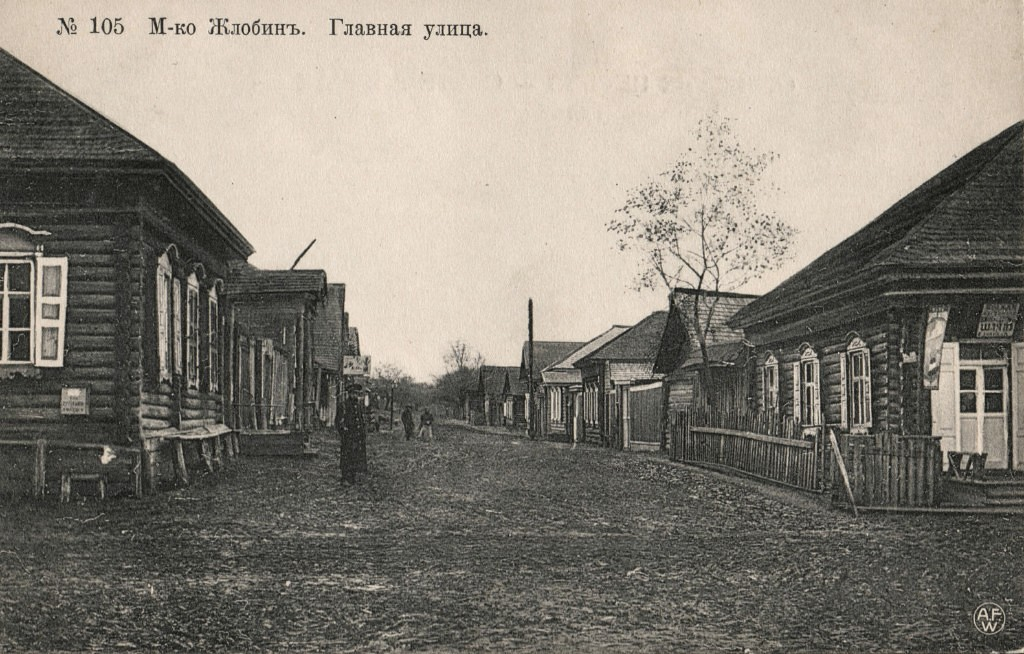
Жлобин, главная улица. До 1914 года

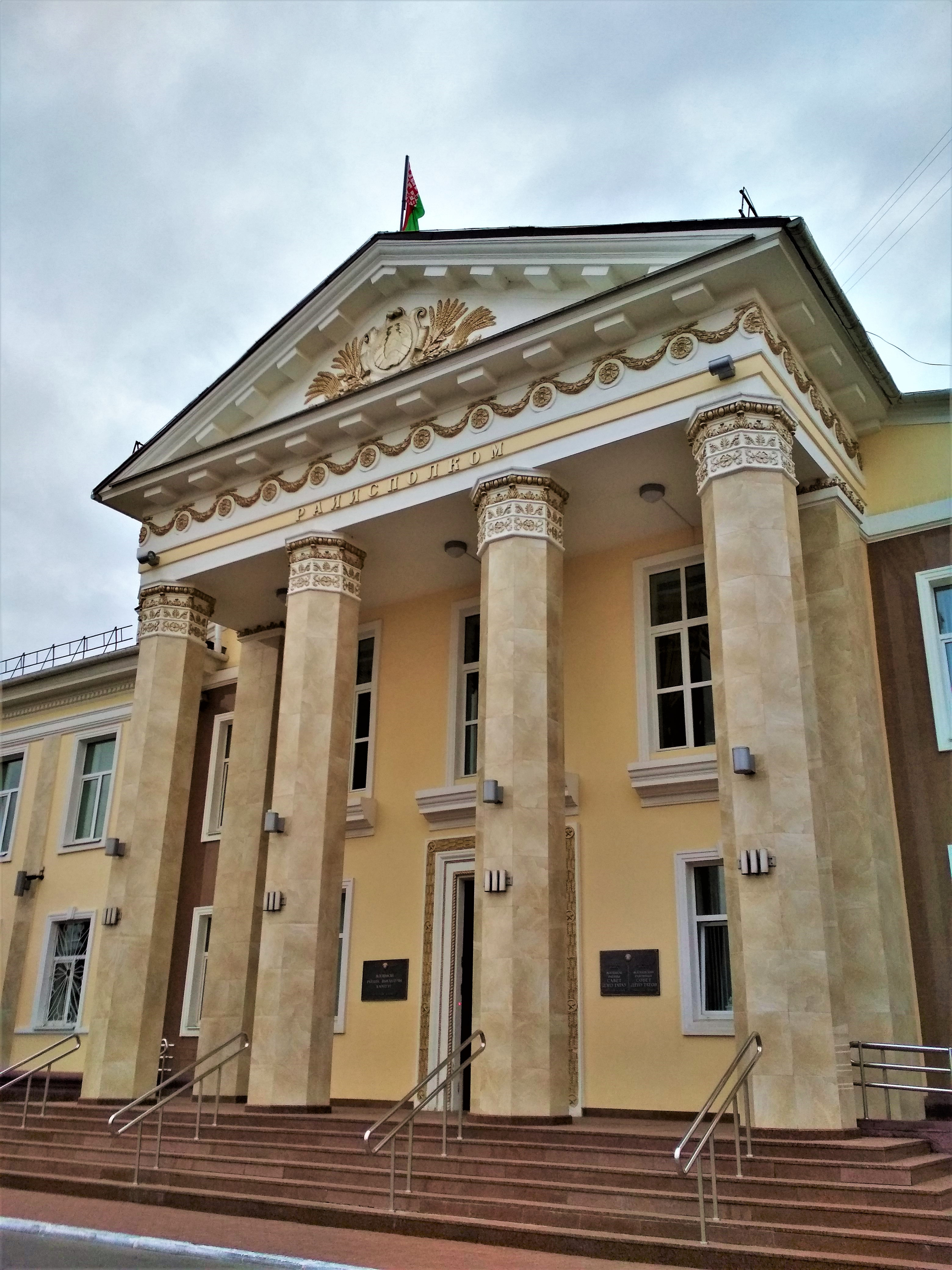
Жлобинский районный исполнительный комитет.

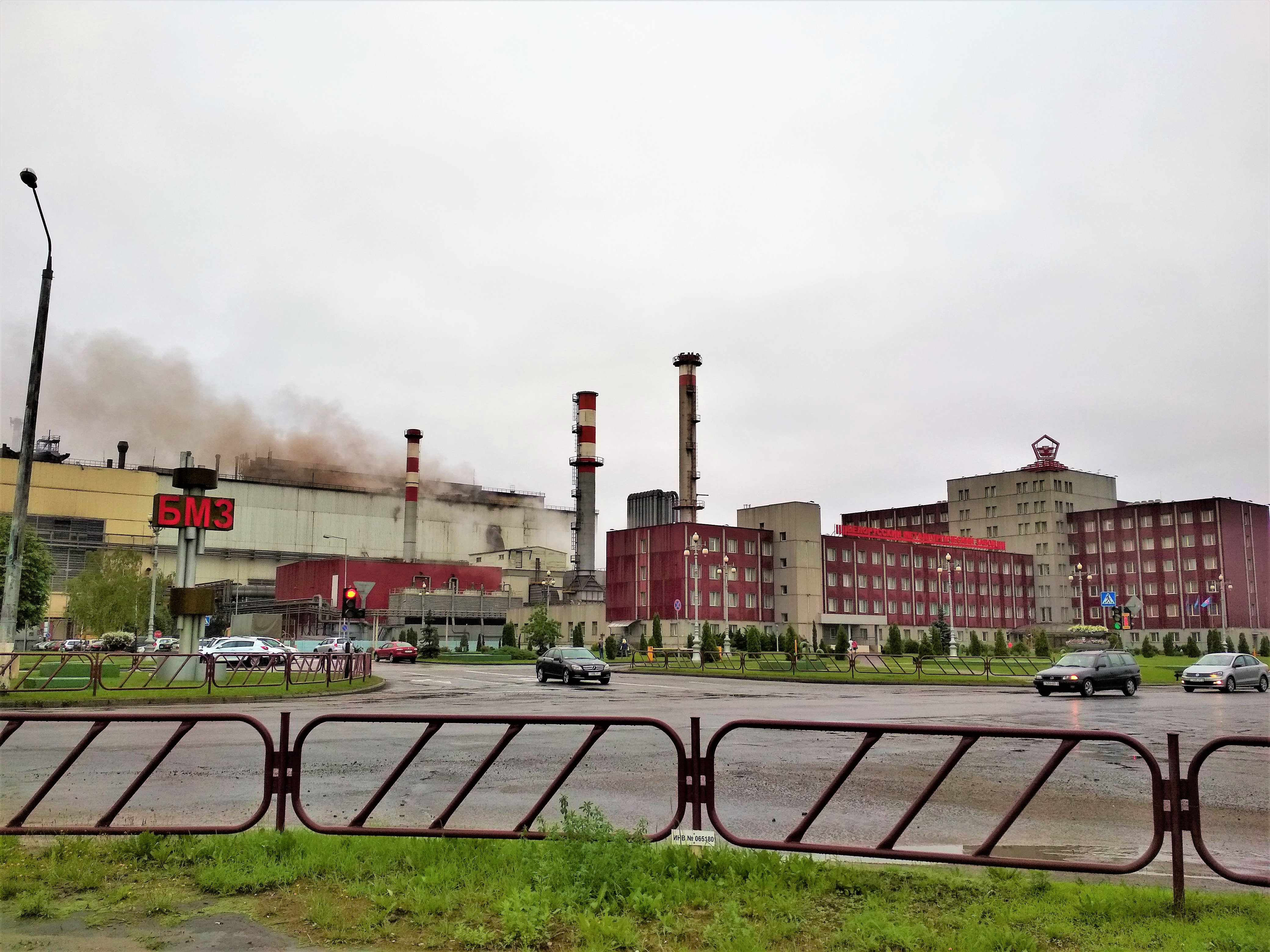
Вид на Белорусский металлургический завод

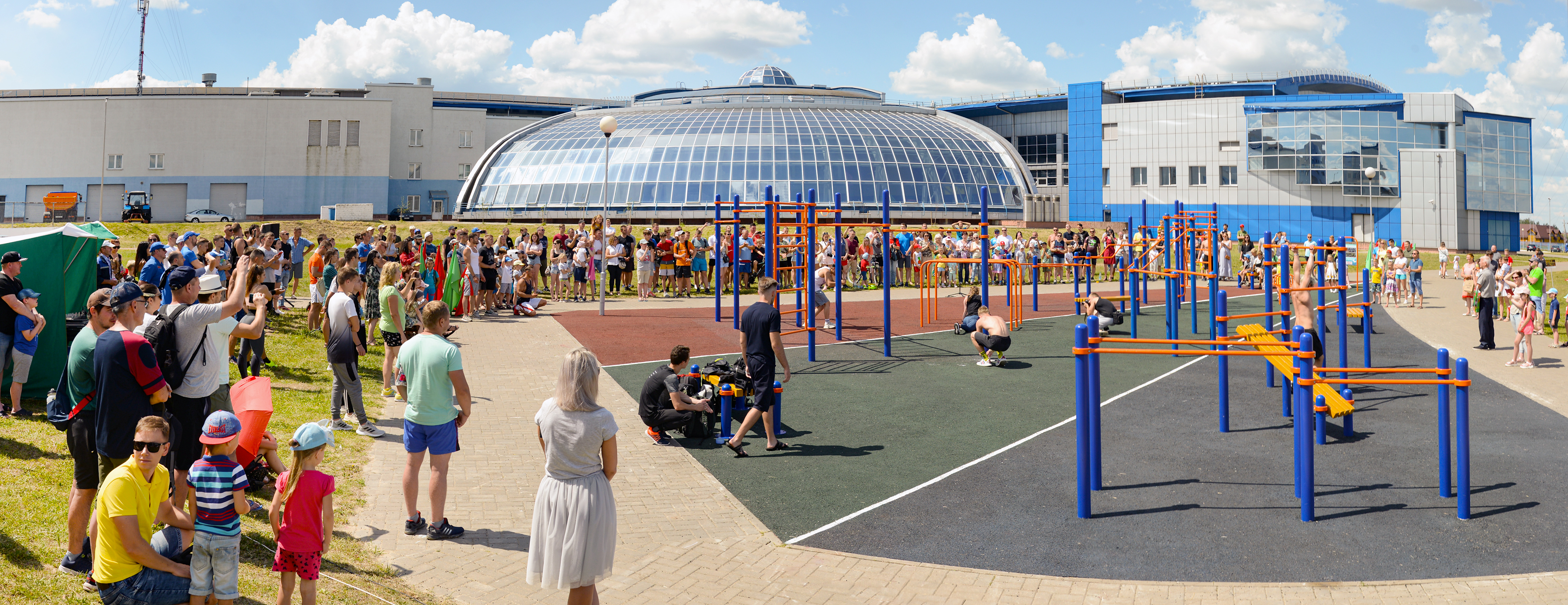
Торжественное открытие воркаут площадки в г. Жлобин. Фото: Владимир Гаманович

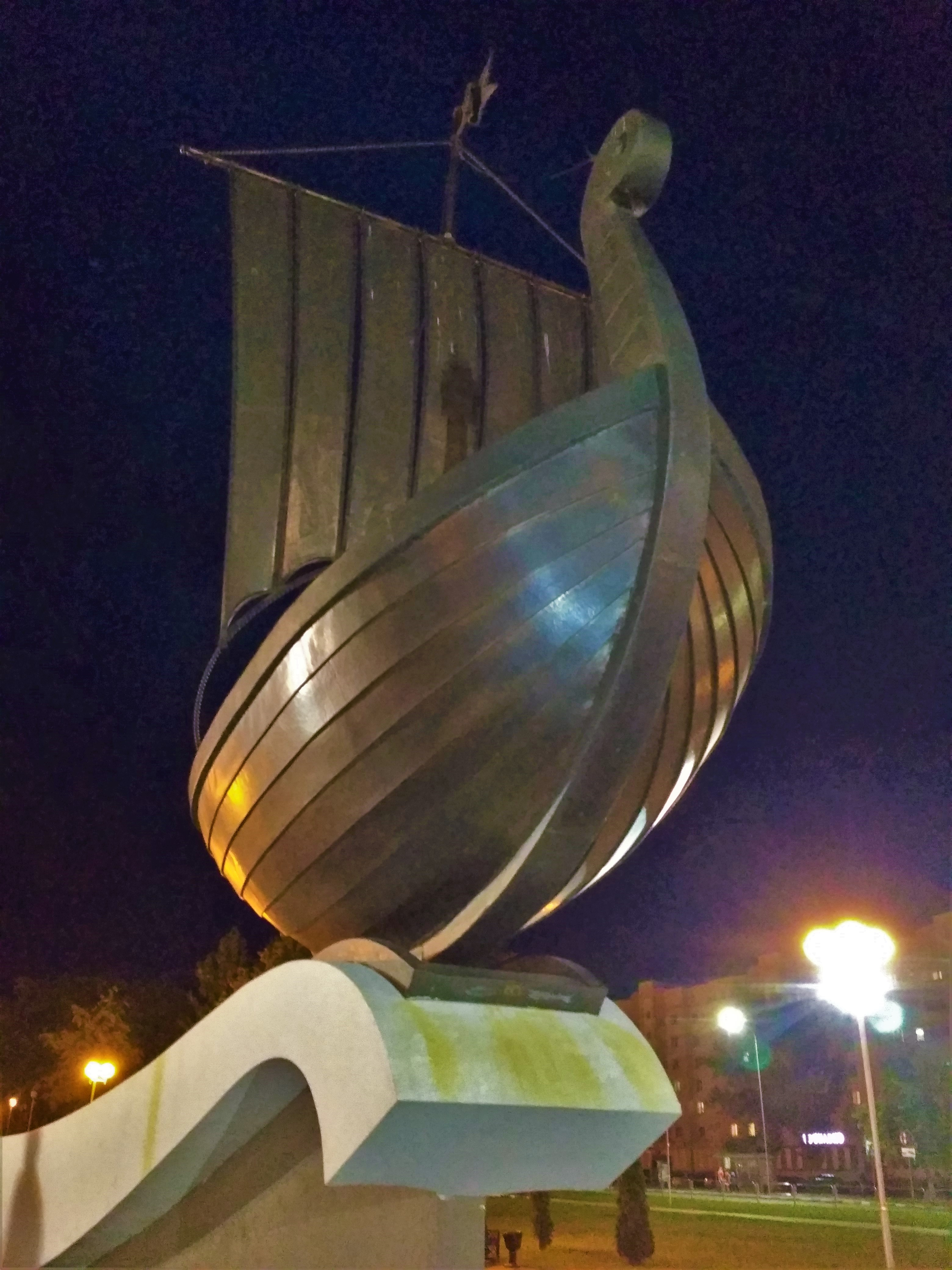
Скульптурная композиция «Ладья», расположенная на бульваре Металлургов. Геральдический символ Жлобина и Жлобинского района.

С 1793 года, после II-го раздела Речи Посполитой, Жлобин в Российской империи, в Рогачёвском уезде Могилёвской губернии.
Во время войны 1812 года 20 июля французские войска заняли Жлобин, но вскоре отступили. Согласно ревизии 1816 года, в местечке насчитывалось 189 дворов.
С 1818 г. — местечко. Согласно инвентарю 1847 года, в нём проживало 965 человек. К 1860 году в Жлобине имелись церковь, почтовая станция (24 конных экипажа), пристань и паромная переправа.
В 1863 году шляхта Жлобинщины присоединилась к восстанию 1863–1864 годов против власти Российская империя. См. также: Восстание 1863—1864 годов на территории Рогачёвского уезда.
В том же 1863 году была возведена новая церковь вместо старой. Действовали народное училище (в 1864 году — 15 учеников, в 1889 году — 92 ученика), хлебозапасный магазин. С 1876 года работал дрожжевой завод. Через местечко проходила дорога из Могилёва в южные районы Беларуси.
16 ноября 1873 года была открыта железная дорога Осиповичи — Гомель и станция Жлобин 2-го класса. В одном километре к западу от местечка было построено паровозное депо, вагонные мастерские, пассажирские здания. Позднее появился одноэтажный деревянный вокзал.
13 мая 1880 года крупный пожар уничтожил 159 домов, церковь, все 5 еврейских молельных домов, народное училище, хлебозапасный магазин, 65 лавок и товарных складов. Местечко отстраивалось по новому плану. В том же году насчитывалось 164 двора, 430 жителей, 6 лавок и сахарный завод. 16 мая 1889 года ещё один пожар уничтожил 89 домов с хозяйственными постройками.
Согласно переписи 1897 года, в деревне Карпиловка (впоследствии вошедшей в состав Жлобина) было 301 двор, 1307 жителей, часовня, еврейский молельный дом, хлебозапасный магазин, железнодорожное училище, 8 крупорушек, 4 постоялых двора, 2 корчмы. Неподалёку находился казённый завод по прессованию сена для военных округов.
24 декабря 1902 года открылась железная дорога Витебск — Жлобин, а 2 ноября 1915 года — линия Жлобин — Калинковичи. Развивалась торговля, особенно зерном, льном и пенькой. Действовали 2 винокуренных завода. С 22 декабря 1905 по 2 января 1906 года происходила забастовка железнодорожников. С 1908 года функционировала ссудо-сберегательная касса. Имелось почтовое отделение.
В конце XIX в. Жлобин входил в Луковскую волость Рогачёвского уезда; интенсивному развитию способствовало строительство Либаво-Роменской (1873) и Петербургско-Одесской (1902—1916) железных дорог.
27 апреля 1910 года местные жители на берегу Днепра встречали мощи преподобной Ефросиньи Полоцкой, которые транспортировались на пароходе «Галавачёв» из Киева в Полоцк. В 1911 году открылась частная гимназия с библиотекой, в 1913 — кредитное товарищество. В 1915 году на железнодорожной станции произошло волнение солдат, произошли столкновения с полицией.

### С 1918 года до 1941 года
Во время революционных событий 1917 года Временное правительство России решило использовать для подавления выступлений рабочих польские части Юзефа Довбор-Мусницкого. Корпус польских легионеров находился в районе Жлобина. После Октябрьской революции Довбор-Мусницкий заявил о нейтралитете по отношению к Советской власти, но 12 января 1918 года он объявил войну Советской России. У станции Жлобин шёл ожесточённый бой, продолжавшийся до рукопашной и артобстрелов на протяжении 30 часов. Победив, части Красной Армии вошли в Жлобин.
С 2 марта по ноябрь 1918 года Жлобин был оккупирован немецкими войсками. Немцы оставались в городе до 24 ноября 1918 года. 25 марта 1918 года было объявлено о включении территории в состав Белорусской Народной Республики. 24 ноября власть перешла к большевикам.
С 1 января 1919 года — в Советской Социалистической Республике Белоруссия. При образовании 27 февраля 1919 года Литовско-Белорусской Советской Социалистической Республики и оккупации западной и части центральной Белоруссии польскими войсками (февраль — август 1919) Могилёвская (с апреля 1919 — Гомельская) губерния, в том числе Жлобин, была включена в состав Российской Советской Федеративной Социалистической Республики. В 1919 году Жлобин становится центром волости.
В марте 1924 года Рогачёвский уезд Гомельской губернии, в том числе Жлобин, передан Белорусской ССР (которая была восстановлена 31 июля 1920 г., входила с 30 декабря 1922 года до 26 декабря 1991 года в СССР, с 19 сентября 1991 года — Республика Беларусь). С 17 июля 1924 года Жлобин — центр района Бобруйского округа; с 3 июля 1925 года — город. С января 1938 года Жлобинский район — в Гомельской области.
В 1930 году был организован колхоз «Красный Жлобин». В 1927—1929 годах построена железнодорожная средняя школа, в 1933 году — здание средней школы № 2 (ныне № 5). В 1934 году в городе работали шпалорезный завод, электростанция, вагоноремонтный участок, машинно-тракторная станция (с 1932 года), деревообрабатывающий комбинат (145 рабочих), нефтемельница, крупорушка, кирпичный завод (56 рабочих), мастерские по металлообработке, пошиву одежды и обуви, мебельная фабрика, маслозавод, типография, кузница. С 5 июня 1931 года издавалась районная газета, позже — многотиражка железнодорожников «Ударник». В 1937 году было построено здание ещё одной средней школы, в 1940 — новое здание для железнодорожной школы. В 1938—1939 годах на станции Жлобин-Северный построено новое здание депо.
С 20 февраля 1938 года Жлобинский район входит в состав Гомельской области. С 27 ноября 1938 года Жлобин получил статус города районного подчинения.
В 1930-х годах Жлобинский район сильно пострадал от массовых советских репрессий. В условиях принудительной коллективизации власти выселяли зажиточных крестьян, конфисковывали имущество, обвиняли людей в «контрреволюционной» деятельности. В 1931 году из района насильственно переселили 158 семей (734 человека) на Урал, а в 1933 году около 50 дворов выслали в Одесскую область в составе 4 500 хозяйств из БССР. К марту 1936 года общее количество переселённых из БССР составило 1779 человек при плане 2000.
В книге «Памяць» названы имена около 250 человек из Жлобинщины, осуждённых или репрессированных как «шпионы» или «враги народа». Фиксировались случаи сопротивления: поджоги колхозов, отказ голосовать за Сталина, агитация за альтернативных кандидатов. Имели место массовые аресты и депортации не только зажиточных, но и беднейших слоёв населения.

### Во время Великой Отечественной войны
Уже 27 июня 1941 года, через пять дней после начала войны, Люфтваффе нанесли бомбовый удар по Жлобинскому железнодорожному узлу. В этот же день был сформирован Жлобинский истребительный батальон численностью более 100 человек — сотрудников НКВД, а также партийных, советских и комсомольских активистов. Командовали им А. Миронов, А. Ярашев и М. Шапир. Батальон участвовал в боях и эвакуации.
4 июля 1941 года немецкие войска захватили Жлобин. 6 июля город был на короткое время отбит советскими войсками, но под натиском значительно превосходящих сил противника части Красной Армии были вынуждены отступить за Днепр.
С 13 июля по 17 августа 1941 года части 63-го стрелкового корпуса под командованием Л. Петровского провели Рогачёвско-Жлобинскую операцию, вновь заняли Жлобин и удерживали его до середины августа. Это был первый контрудар Красной Армии на фронте.
С сентября 1941 года по апрель 1942 года в городе существовало Жлобинское гетто, в котором были заключены евреи города. Весной 1942 года почти все узники — не менее 2000 человек — были расстреляны. Всего за время оккупации нацисты уничтожили более 2500 жителей Жлобина, Стрешина и окрестных деревень. Массовое захоронение находится в 9 км к югу от города.
Осенью 1941 года в Жлобинском районе начали действовать первые подпольные группы под руководством Тита Минянкова, Павла Скварчевского и других. Осенью 1942 года прибыли подготовленные группы И. Крышнёва и Д. Шибинского для организации партизанского движения. Ими были созданы отряд «Смерть фашизму» и отряд «Железняк».
В августе 1943 года партизаны этих отрядов провели операцию в рамках «Рельсовой войны», подорвав более 1200 рельсов на Жлобинском железнодорожном участке.
В феврале 1944 года советские войска вышли к левому берегу Днепра напротив Жлобина, но сам город оставался оккупированным до июня. В ходе Рогачёвско-Жлобинской наступательной операции 23 февраля 1944 года была освобождена деревня Майское, а 26–27 июня 1944 года в ходе операции «Багратион» — Жлобин и близлежащие населённые пункты.
См. также: Партизанский отряд «Смерть фашизму», Партизанский отряд «Железняк» (Жлобинский район)

### 1945—1990 годы
После окончания войны в Жлобине и Жлобинском районе осталось чуть более 3 000 жителей, тогда как накануне войны их насчитывалось более 19 000 человек. К 1959 году численность населения восстановилась — в городе проживало уже 19 200 человек.
В 1963 году к Жлобину был присоединён посёлок Пенькозавода. Ранее были включены также посёлки Ветка-Вир, Жлобин-Падольский и Рабочий. С 17 марта 1963 года город получил статус областного подчинения. В 1975 году в Жлобине был открыт мясокомбинат. В 1977 году начала работу новая учебная организация — ныне технологический колледж. 30 декабря 1978 года введены в эксплуатацию завод искусственного меха и колледж сферы обслуживания.
В конце 1984 года в городе начал работу Белорусский металлургический завод. Его строительство велось при участии австрийской компании «Voest-Alpine» и итальянской «Danieli». Первая плавка и разливка стали (СТАЛЬ 1 ГОСТ) состоялись 15 октября 1984 года — эта дата считается днём основания предприятия. Первым директором завода стал Дерожант Акопов.

### 1991—2020 годы
После распада СССР Жлобин продолжал развиваться как важный промышленный и культурный центр региона. В 1993 году был построен Дворец культуры металлургов.
В 1995 году возведено новое кирпичное здание Свято-Троицкой церкви.
В 1996 году открылся техникум при БМЗ (ныне — металлургический колледж).
4 января 2002 года Жлобинский район и город Жлобин объединены в одну административно-территориальную единицу — Жлобинский район с административным центром в городе Жлобине.
В 2004 году построено новое здание железнодорожного вокзала, а в 2006 — открыт Центр олимпийского резерва.
В 2007 году на Белорусском металлургическом заводе введено в эксплуатацию трубное производство. В Красном Береге открыт мемориал «Детям — жертвам войны». В 2008 году в Центре олимпийского резерва открылся аквапарк.
В 2009 году в связи с 65-летием освобождения Республики Беларусь от немецко-фашистских захватчиков и в целях увековечения подвига воинов Красной Армии, партизан и подпольщиков, Жлобин был награждён вымпелом «За мужество и стойкость в годы Великой Отечественной войны» (Указ Президента Республики Беларусь от 29 июня 2009 года № 355).
В Жлобине проводился фестиваль-ярмарка тружеников села «Дожинки-2013».
В 2012 году хоккейный клуб «Металлург» стал чемпионом Беларуси. В 2013 году Жлобин принимал республиканский фестиваль «Дожинки». С 2013 по 2021 годы проводилась электрификация участков железной дороги. В 2020 году открылось новое здание Жлобинского историко-краеведческого музея.
22 декабря 2014 года в черту города включены большая часть деревни Лебедевка Луцкого сельсовета и посёлок Рубеж Малевичского сельсовета.
В августе 2020 года Жлобин стал одним из городов, где прошли массовые акции протеста после президентских выборов в Беларуси. 17 августа на БМЗ забастовка перешла в активную фазу: были остановлены все три мартеновские печи, из них слит металл, и завод приостановил работу. Около 2 000 рабочих подписали обращение с требованием пересмотра результатов выборов.
Несколько рабочих — Евгений Говор, Александр Бобров и Игорь Поваров — были приговорены к реальным срокам заключения за якобы «организацию» забастовки. Отдельный приговор получил сотрудник БМЗ Александр Гашников — 14 лет колонии усиленного режима за попытки создать независимый профсоюз и организовать рабочее движение в стране.
См. также: Политические репрессии в Жлобине после выборов 2020 года

### 2021 — настоящее время
После общественно-политических событий в Беларуси в 2020 году и начала российско-украинской войны в 2022 году Белорусский металлургический завод столкнулся с трудностями на международном рынке. Заводу стало сложно сбывать продукцию в страны Западной Европы и США. 12 мая 2023 года санкции против БМЗ ввела Украина, а в августе того же года — Европейский союз. К санкциям присоединились Швейцария, Северная Македония, Черногория, Албания, Босния и Герцеговина, Исландия, Лихтенштейн и Норвегия. Также в санкционный список США попали сам завод, генеральный директор Дмитрий Корчик и связанная с БМЗ компания BELKAPSTEEL..
Тем не менее, официальное руководство заявляет о положительной динамике. В 2023 году, по словам генерального директора Дмитрия Корчика, было выпущено на 250 тысяч тонн стали больше, чем в предыдущем году (плюс 12%), а экспорт проката черных металлов вырос до 1,6 млн тонн (плюс 17%). Доля инновационной продукции составила 41%, а работникам была выплачена 13-я зарплата..
После событий августа 2020 года в Жлобинском районе развернулись масштабные политические репрессии. Десятки жителей были осуждены за участие в протестах, комментарии в интернете или публичные проявления солидарности. Штрафы, "домашняя химия", лишение свободы — наиболее типичные формы наказания. Приговоры выносились по статьям 342, 364, 369, 130 УК, а в отдельных случаях — даже за якобы "государственную измену".
В 2024 году Жлобин занял первое место среди всех районных центров Гомельской области по количеству политически мотивированных уголовных дел — зафиксировано 168 случаев, что уступает только областному центру.

## Население

### Численность
- 2025 год — 76 304 жителей[4]

### Динамика
- 1847 год — 965 жителей
- 1880 год — 430 жителей
- 1897 год — 2,1 тыс. жителей[46]
- 1909 год — 4 270 жителей[47]
- 1924 год — 9,6 тыс. жителей[46]
- 1939 год — 19,3 тыс. жителей[46]
- 1959 год — 19,2 тыс. жителей[46]
- 1965 год — 22 тыс. жителей
- 1970 год — 25,4 тыс. жителей[46]
- 1973 год — 28 тыс. жителей
- 1979 год — 37 тыс. жителей
- 1989 год — 57 тыс. жителей
- 1995 год — 65,9 тыс. жителей
- 1999 год — 69,8 тыс. жителей
- 2001 год — 71,2 тыс. жителей
- 2003 год — 72,8 тыс. жителей
- 2005 год — 72,8 тыс. жителей
- 2007 год — 72,7 тыс. жителей
- 2009 год — 72,5 тыс. жителей
- 2010 год — 75,7 тыс. жителей
- 2013 год — 75 335 жителей
- 2015 год — 75,7 тыс. жителей
- 2016 год — 75,6 тыс. жителей[48]
- 2017 год — 76 068 жителей[49]
- 2018 год — 76 220 жителей
- 2022 год — 77 028 жителей
- 2023 год — 77 049 жителей
- 2024 год — 76 844 жителей
- 2025 год — 76 304 жителей[4]

### Национальный состав
| Национальный состав по переписи населения 2009 года | Национальный состав по переписи населения 2009 года | Национальный состав по переписи населения 2009 года |
| Народ                                               | Численность                                         | %                                                   |
| --------------------------------------------------- | --------------------------------------------------- | --------------------------------------------------- |
| Белорусы                                            | 63 258                                              | 83,38 %                                             |
| Русские                                             | 7616                                                | 10,04 %                                             |
| Украинцы                                            | 1428                                                | 1,88 %                                              |
| Цыгане                                              | 107                                                 | 0,14 %                                              |
| Поляки                                              | 106                                                 | 0,14 %                                              |
| Армяне                                              | 101                                                 | 0,13 %                                              |
| Татары                                              | 101                                                 | 0,13 %                                              |
| Азербайджанцы                                       | 57                                                  | 0,08 %                                              |
| Евреи                                               | 56                                                  | 0,07 %                                              |
| Молдаване                                           | 44                                                  | 0,06 %                                              |

В 1939 году в Жлобине проживало 11 634 белоруса (60,3 %), 3709 евреев (19,2 %), 2308 русских (12 %), 1198 украинцев (6,2 %), 452 представителя прочих национальностей.

### Рождаемость и смертность
В 2017 году в Жлобине родилось 1093 и умерло 673 человека, в том числе 3 в возрасте до 1 года. Коэффициент рождаемости — 14,4 на 1000 человек (средний показатель по району — 13,7, по Гомельской области — 11,3, по Республике Беларусь — 10,8), коэффициент смертности — 8,8 на 1000 человек (средний показатель по району — 11,9, по Гомельской области — 13, по Республике Беларусь — 12,6). Уровень смертности в Жлобине один из самых низких среди городов Гомельской области. По уровню рождаемости в 2017 году город занял 1-е место среди 23 городов страны с населением более 50 тысяч человек, по уровню смертности — 19-е, по уровню естественного прироста/убыли населения (+5,6) — 1-е.

## Экономика
Действующие предприятия:
- ОАО «БМЗ» — управляющая компания холдинга «Белорусская металлургическая компания» (БМК)[53];
- Филиал ОАО «РМКК» «Жлобинский молочный завод»;
- ЧУП «Жлобинсельхозхимия»;
- ОАО «Жлобинская швейная фабрика»;
- Государственное предприятие «Жлобинская передвижная механизированная колонна 71»;
- ОАО "АФПК «Жлобинский мясокомбинат»;
- ОАО «БелФа»;
- Филиал ОАО «Гомельхлебпром» «Жлобинский хлебозавод»;
- ОАО «Жлобинмебель»;
- ТПУП «Металлургторг»;
- ОАО «Строительно-монтажный трест 40»;
- ЧТПУП «Эконом маркет».

Закрытые предприятия:
- ОАО «Жлобинский механический завод „Днепр“»;
- РПУП «Жлобинская фабрика художественной инкрустации»;
- ЧУП «Жлобинская птицефабрика».

## Здравоохранение
Лечебно-профилактическое обеспечение осуществляется учреждением здравоохранения «Жлобинская центральная районная больница». Сеть медицинских учреждений включает: Жлобинскую ЦРБ, родильный дом, детскую больницу, горпоселковую больницу, 2 сельские участковые больницы, 2 больницы сестринского ухода, 8 амбулаторий врача общей практики, 28 ФАПов, 6 фельдшерских здравпунктов, противотуберкулёзный диспансер, кожно-венерологический диспансер, стоматологическая поликлиника, наркологический диспансер, станция скорой медицинской помощи, детская поликлиника, районная поликлиника, узловая больница (с поликлиникой), женская консультация, медсанчасть ОАО «БМЗ»,
ГУ «Жлобинский районный центр гигиены и эпидемиологии».

## Образование
Большинство учреждений образования как города так и района подчинены одной структуре — отделу образования Жлобинского районного исполнительного комитета .
Дошкольные учреждения представлены следующим образом: 35 детских садов общего типа (20 садов - в г. Жлобин, 1 - в г.п. Стрешин, 14 - в сельской местности), 2 специальных детских сада (специальный детский сад №6 и специальный детский сад №11), санаторный детский сад, дошкольный центр развития ребёнка .
В структуре сферы образования Жлобинского района состоит 34 общеобразовательных учреждения (12 - в г. Жлобин, 1 - в г.п. Стрешин, 21 - в сельской местности). Из общего числа: 32 общеобразовательных школы (25 средних, 5 базовых, 2 начальные), 2 гимназии .
Специальные учреждения образования: центр коррекционно-развивающего обучения и реабилитации, социально-педагогический центр с приютом, специальный детский сад №6, специальный детский сад № 11 .
Внешкольные учреждения: городской центр детского творчества «Эврика», районный центр творчества детей и молодёжи, районный центр туризма и краеведения детей и молодёжи, районный центр технического творчества детей и молодёжи, районный эколого-биологический центр детей и молодежи, районный физкультурно-спортивный клуб "Урожай" .
На первое полугодие 2024 г. в Жлобинском районе было 14034 учащихся, 4526 воспитанников дошкольных учреждений, работало 1926 педагогических работников .
На 2017 г. в районе трудилось 2248 педагогических работников: в школах — 1485. Из них: с высшим образованием — 1118 человек, средним специальным — 180 человек; по квалификационным категориям: высшая — 24 %, первая — 38 %, вторая — 21 %, без категории — 17 %. В дошкольных учреждениях — 763: с высшим образованием — 289 человек, средним специальным — 446, средним общим — 28; по квалификационным категориям: высшая — 5 %, первая — 24 %, вторая — 41 %, без категории — 30 %.
В городе расположено несколько учебных заведений, ведущих подготовку на уровне среднего специального и профессионально-технического образования: Филиал БНТУ «Жлобинский государственный металлургический колледж»; «Жлобинский государственный колледж сферы обслуживания»; «Жлобинский государственный профессионально-технический колледж» .

## Культура
- Жлобинский историко-краеведческий музей[56]
  - Картинная галерея
  - Выставочный зал
- Жлобинская детская школа искусств
- Жлобинская районная централизованная библиотечная система
  - Районная центральная библиотека имени Н. К. Крупской
  - Районная детская библиотека
  - Городская библиотека-филиал № 1
  - Городская библиотека-филиал № 2
  - Городская детская библиотека-филиал № 3
  - Сельские библиотеки-филиалы
- Жлобинская детская семилетняя музыкальная школа
- Жлобинский городской Дом культуры
- Дворец культуры металлургов
- Кинотеатр "Родина"

## События и мероприятия
- В 2013 году прошёл республиканский фестиваль "Дажынкi"
- 7 июня 2019 года Жлобин принял эстафету огня II Европейских игр[57]
- 19-20 мая 2023 года — спортивно-культурный фестиваль "Вытокі. Крок да Алімпу"[58][59][60][61]
- 15 июля 2023 года состоялось мероприятие для всей семьи "Стальной забег"
- С 4 по 14 августа 2023 года в Беларуси прошли II Игры стран СНГ 2023[62]. Состязания прошли в 11 городах Беларуси по 20 видам спорта. Жлобин определён местом проведения Игр по самбо. Место проведения — Дворец игровых видов спорта (Указ Президента Республики Беларусь от 13 мая 2023 года № 134)[63][64][65][66][67].

## Достопримечательность
- Жлобинский зоопарк
- Аквапарк и Ледовый дворец
- Городской парк культуры и отдыха «Приднепровский»
- Дворец игровых видов спорта
- Стадион «Локомотив»
- Аллея Героев
- Аллея ко Дню народного единства (17.09.2022)
- Флагшток с Государственным флагом Республики Беларусь. Открыт 2 августа 2024 года на площади около Дворца культуры металлургов.
- Средняя школа №5

### Храмы
- Кафедральный собор Троицы Живоначальной, ул. К. Маркса, 75
- Костёл Святого Казимира, ул. Юных Пионеров, 24
- Костёл Матери Божьей
- Храм Святителя Василия Великого

### Памятник, скульптура
- Памятник В. И. Ленину
- Памятник воинам-освободителям, 1941 год
- Памятник Жертвам фашизма (Еврейскому гетто), бул. Металлургов
- Памятник Воинам-афганцам, бул. Металлургов
- Памятник-паровоз, пл. Привокзальная
- Памятный знак на Аллее Героев в честь З. Д. Вихнина
- Мемориальная доска Герою Советского Союза С. А. Пономарёву
- Памятная доска воину-интернационалисту И. Г. Шеробурко
- Мемориальная доска М. П. Костеву
- Мурал генералу Л. Г. Петровскому (2023)
- Памятный знак Военно-морскому флоту[68]. Монумент установлен на берегу Днепра, парк «Приднепровский». Посвящён памяти жлобинчан-моряков всех времён. Центральным элементом композиции является крупный осколок гранита, украшенный бронзовыми барельефами моряков и мемориальной доской. Над ним возвышается бронзовая мачта с флагом Военно-морского флота. По обе стороны от камня установлены морские якоря. Дополняют композицию достопримечательности маленькие валуны, посвящённые Черноморскому, Балтийскому, Северному и Тихоокеанскому флоту. Мемориал был открыт 30 июля 2017 года в рамках празднования Дня Военно-морского флота.

### Архитектурные формы
- Скульптура «Ладья»

### Утраченное наследие
- Жлобинский замок

## Галерея

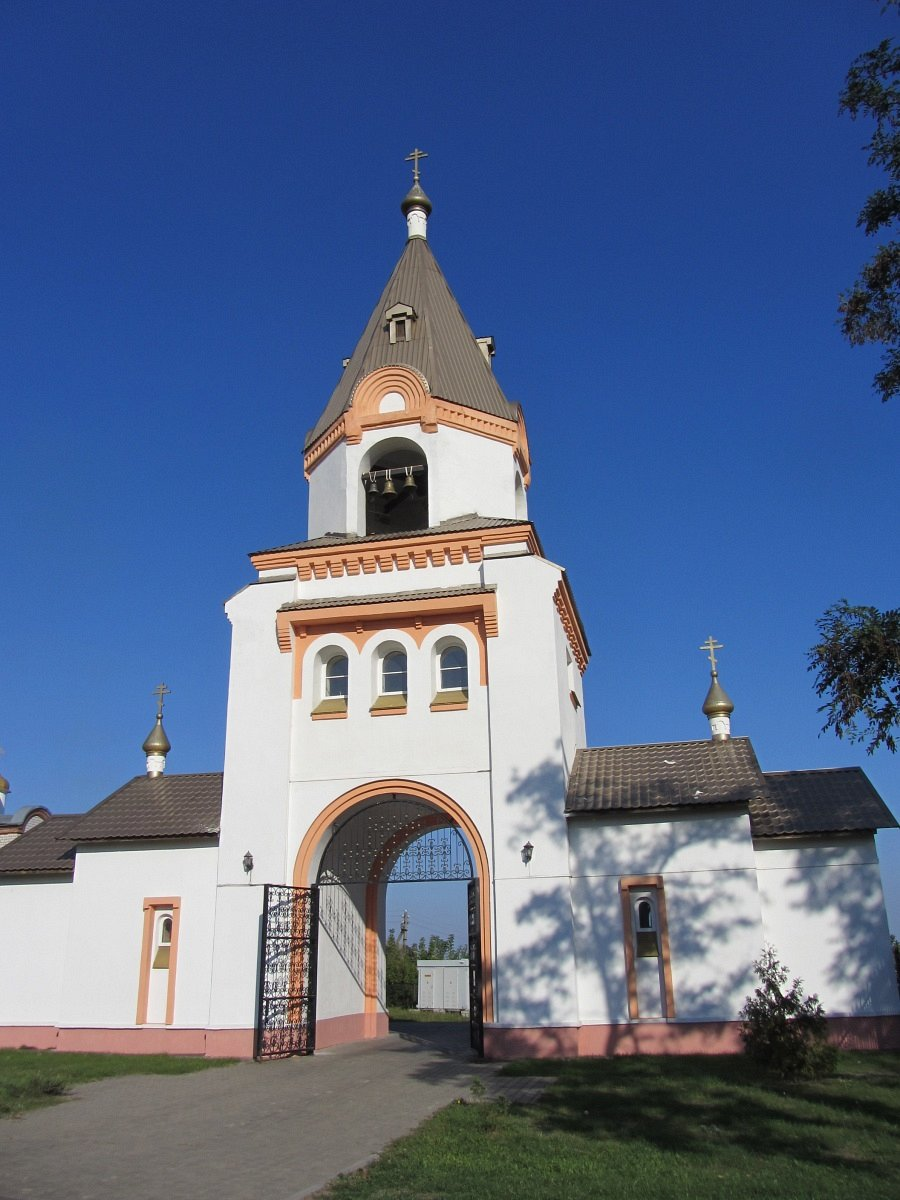
Свято-Троицкая церковь
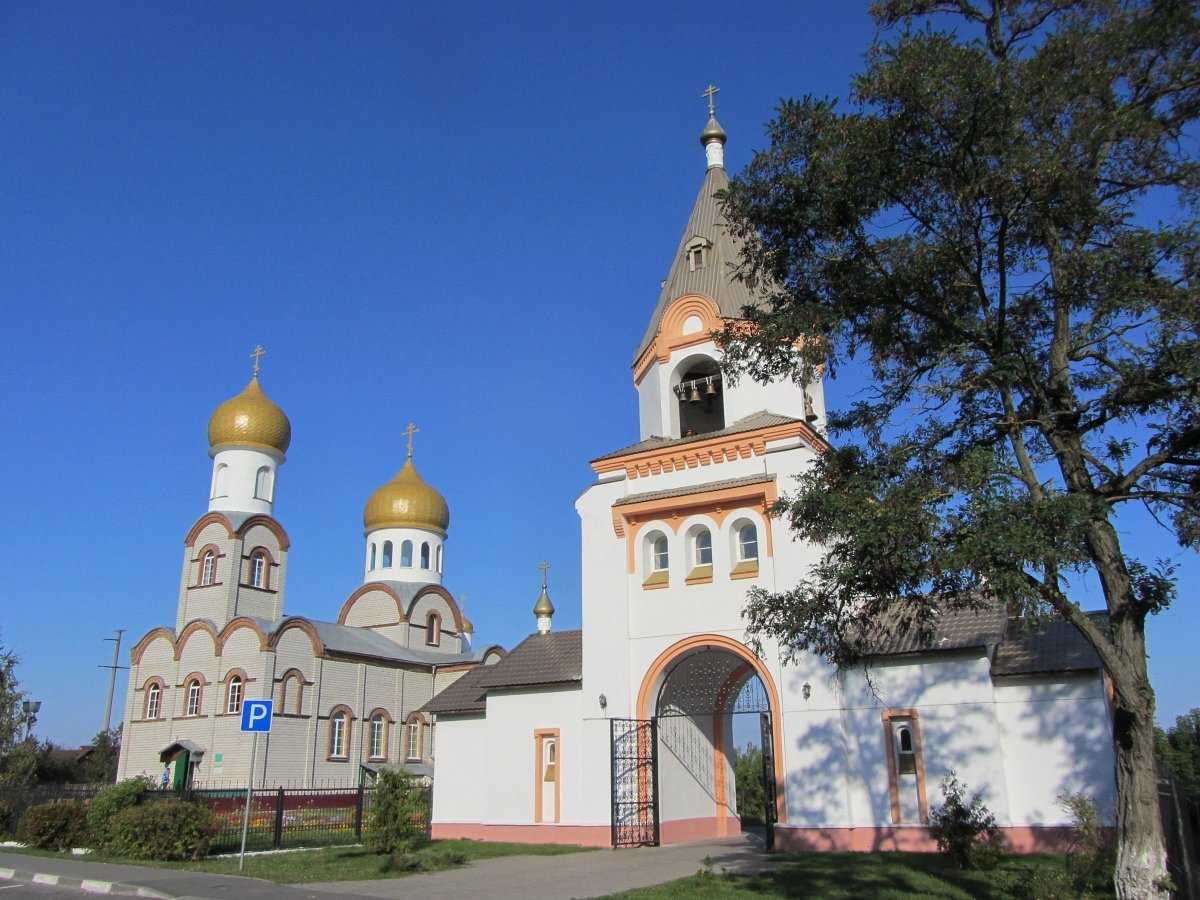
Свято-Троицкая церковь
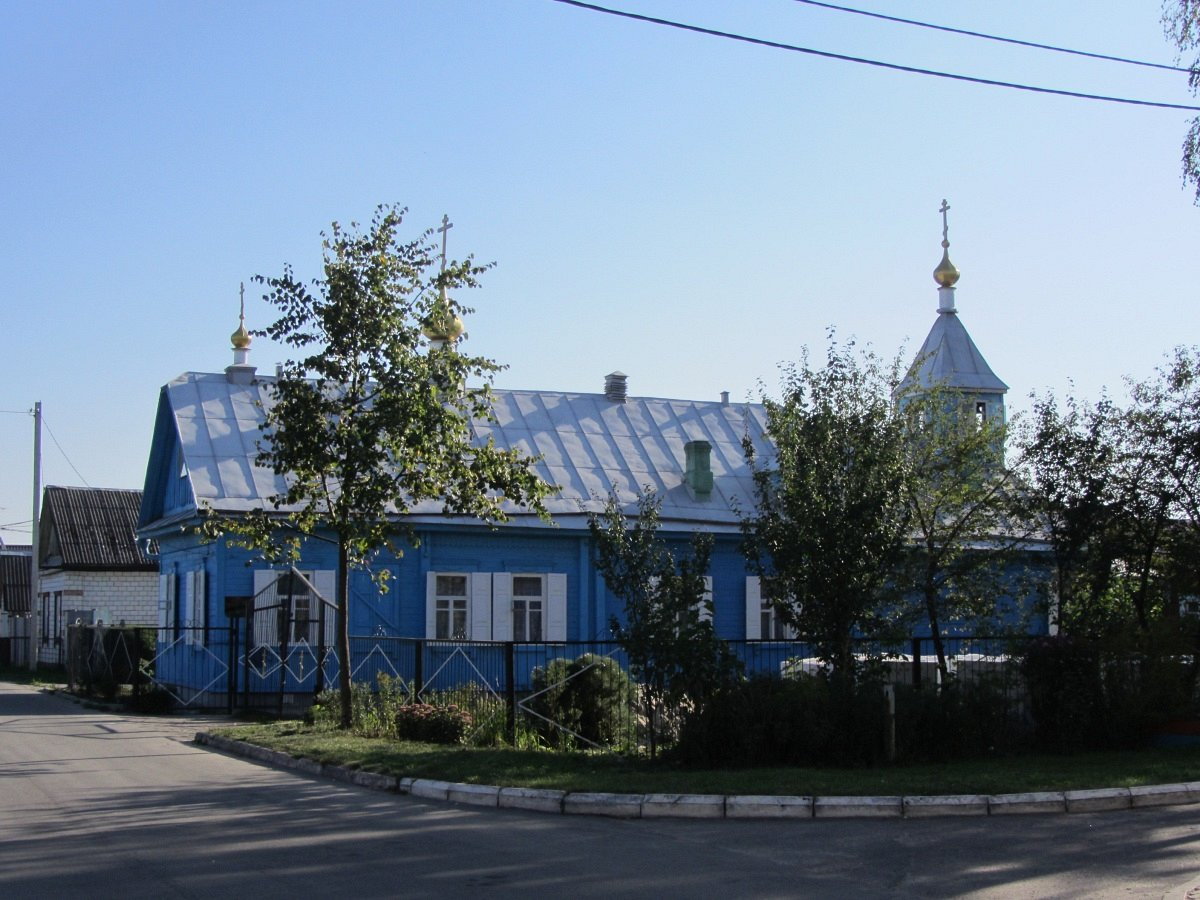
Храм Святителя Василия Великого (старое здание храма)
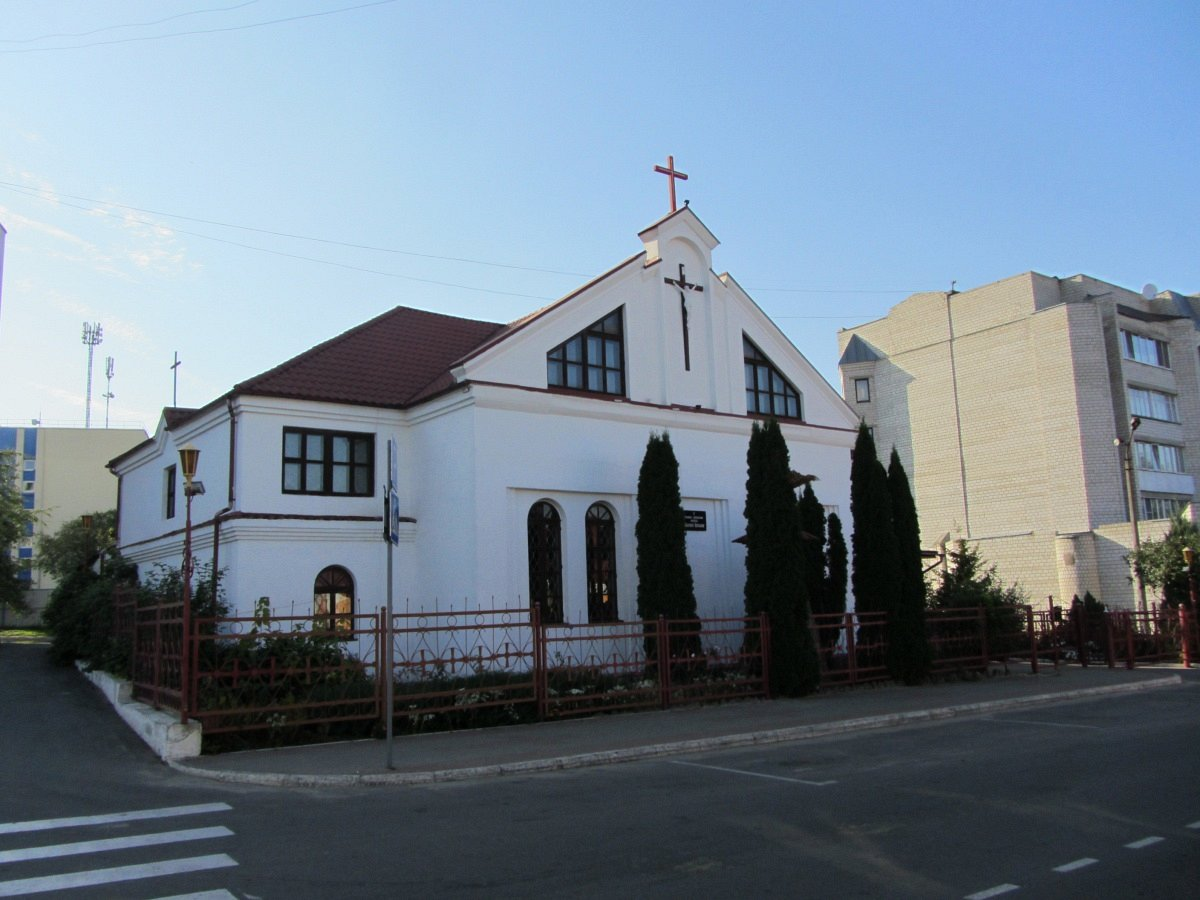
Костёл Св. Казимира
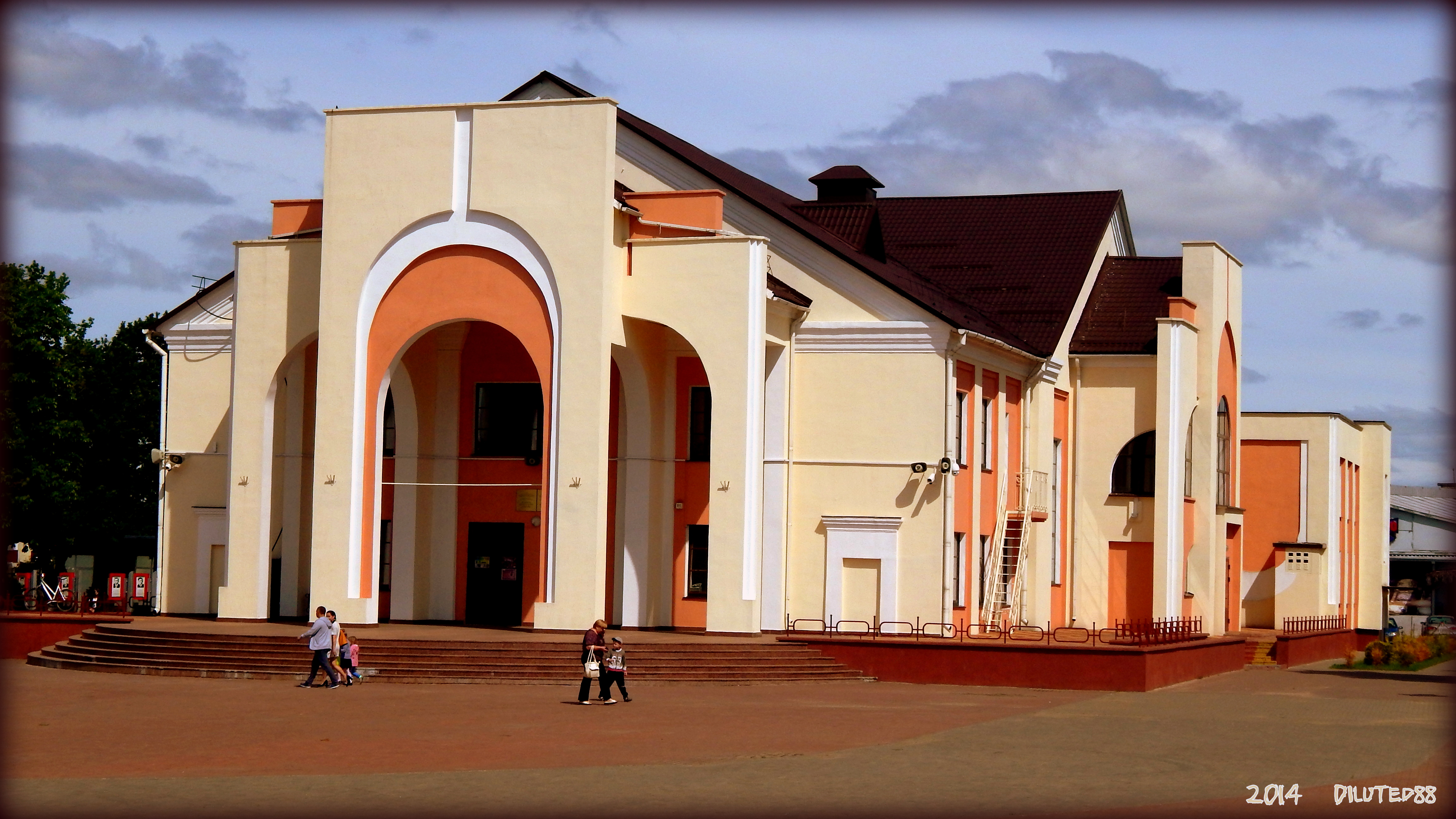
Городской центр культуры
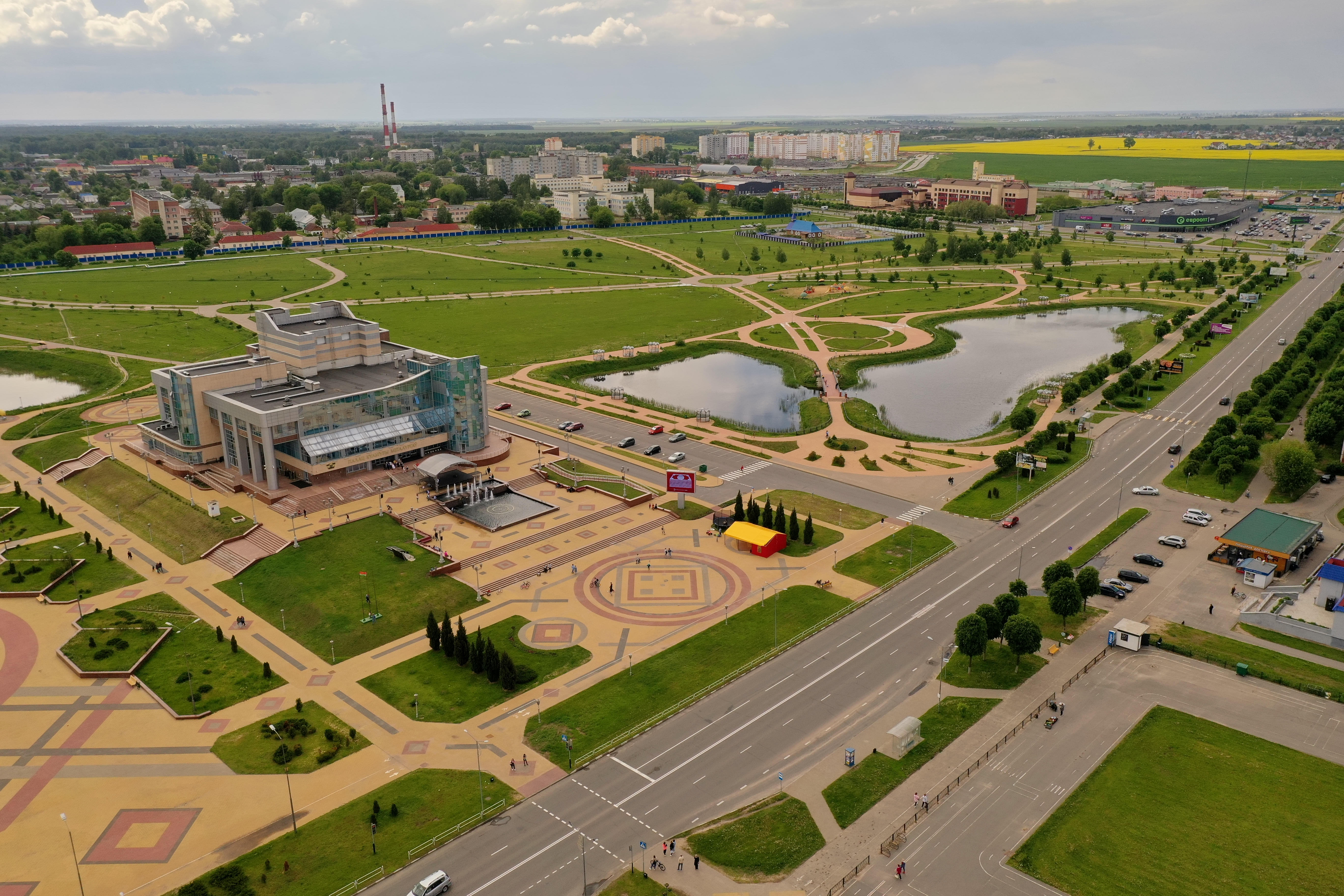
Панорама

## Физкультура и спорт
Для организации физкультурно-оздоровительной и спортивно-массовой работы функционируют: ЦОР по хоккею с шайбой и плаванию г. Жлобина, который включает в себя: ледовый дворец, плавательный бассейн, аквапарк, универсальный зал для игровых видов спорта; стадион «Локомотив»; ФОК ОАО «БМЗ»; ФОК ОАО «СМТ № 40»; 2 плавательных бассейна; 9 мини-бассейнов в ДДУ; 190 плоскостных сооружений; 70 спортивных залов.
Работают 3 ДЮСШ и 1 СДЮШОР.
Гребная база была введена в эксплуатацию в декабре 2012 года. Здесь проводятся учебно-тренировочные занятия по гребле академической, гребле на байдарках и каноэ. Лыжероллерная трасса введена в эксплуатацию в 2011 году. Длина трассы — 2500 м, имеет асфальтобетонное покрытие. Предназначена для тренировочных занятий спортсменов и массового катания на лыжах, лыжероллерах и роликовых коньках.
19 июля 2020 года в День металлурга на территории Центра олимпийского резерва состоялось открытие первой современной воркаут площадки «Притяжение» в городе.

### Спортивные команды
- ХК «Металлург-Жлобин»
- ФК «Жлобин» (2003—2016, с 2020[70])
- ВК «Искра» (с 2024)

## СМИ

### Телевидение
Из Жлобинской АРТПС на 22 частотном канале (482 МГц) в стандарте DVB-T производится вещание цифрового пакета (первого мультиплекса) следующих телевизионных каналов: Беларусь 1, Беларусь 2, Беларусь 3, ОНТ, СТВ, НТВ-Беларусь, РТР-Беларусь, Мир.
На 28 частотном канале (530 МГц) производится вещание в стандарте DVB-T2 второго мультиплекса: «Русский иллюзион», «Киномикс», «Детский мир», «Беларусь 5», «ВТВ», Восьмой канал, Родное кино, ТВ-3, ТНТ-International, RU.TV, Карусель, Шансон, Моя планета, Россия К, Охота и рыбалка, Усадьба, Сетанта Спорт, КХЛ ТВ.
На 40 частотном канале (626 МГц) производится вещание в стандарте DVB-T2 третьего мультиплекса: Совершенно секретно, Кухня ТВ, БелМуз-ТВ, RTVi, Мужское кино, Союз, Киносемья, БелРос, TiJi, Gulli Girl, «Детский», «Мультимания», TV1000 Action, TV1000, Кинохит, Индийское кино, TV1000 Русское кино, Телемагазин. Количество каналов во 2 и 3 мультиплексах может изменяться.
На 26 частном канале (514 МГц) производится вещание в стандарте DVB-T регионального мультиплекса: Беларусь-4 и «ТВ Нюанс».
Кроме того, в Жлобине работают системы кабельного телевидения «Нюанс» и «Уником». В этих сетях транслируется свыше 30 телеканалов различной тематики, периодически их перечень изменяется.

### Радио
В Жлобине осуществляют вещание 15 радиостанции (4 — в УКВ-диапазоне, 10 — в FM-вещании, 1 в планируемое FM-вещании):
1. «Гомель-FM» — 68,45
2. Первый Национальный канал Белорусского радио — 69,68
3. Канал «Культура» Белорусского радио — 71,03
4. «Радио Столица» — 71,81
5. «Радио Столица» — 90,4
6. (ПЛАН) «Альфа Радио» — 91,8
7. «Юмор-FM» — 92,3
8. «Радио Мир» — 92,8
9. «Легенды-FM» — 96,8
10. «Правда-Радио» — 99,3
11. «Радиус-FM» — 100,5
12. Канал «Культура» Белорусского радио — 101,0
13. «Гомель-FM» — 103.0
14. Первый Национальный канал Белорусского радио — 105.5
15. «Радио 107,4 FM» — 107,6

### Издания
1. Газета «Новы дзень»[71]
2. Газета «Металлург»[72]

## В филателии и нумизматике
- 4 сентября 2013 года Министерство связи и информатизации Республики Беларусь выпустило в обращение почтовую марку «Герб Жлобина» из серии «Гербы городов Беларуси»[73].

## В топонимике
- Улица Жлобинская — в Минске, Гомеле, Барановичах, Орше, Светлогорске, Бобруйске, Витебске и других населённых пунктах.

## Международное сотрудничество

#### Города-побратимы
1. Выкса, Россия
2. Скаленге, Италия
3. Ляньюньган, КНР[74]
4. Златоуст, Россия